# Von Suttner (cràter)
von Suttner és un cràter d'impacte en el planeta Venus de 24 km de diàmetre. Porta el nom de Bertha von Suttner (1843-1914), periodista i pacifista austriaca, i el seu nom va ser aprovat per la Unió Astronòmica Internacional el 1994.